# WAD
.WAD (по утверждению id Software, происходит от англ. Where’s All the Data;) — архивный формат файлов, который использовался в компьютерных играх, основанных на движке Doom: Doom, Doom 2, Final Doom: The Plutonia Experiment, Final Doom: Evilution, Heretic, Hexen и некоторых других, для хранения игровых ресурсов (текстур, музыки, звуков и других). Формат ресурсов, помещаемых в такой файл, может подразумевать сжатие. Сам формат не предоставляет возможности сжатия, хотя по своей структуре допускает возможность создания нескольких ссылок в заголовке на один фактический ресурс, что позволяет избежать дублирования ресурса, целиком сводящегося к полному или частичному повторению другого ресурса. В силу экзотичности такой ситуации случаи практического использования этой возможности неизвестны.

## Описание формата
Ресурсы хранятся в именованных блоках (англ. lump), имена, размеры и местоположение в файле которых хранится в каталоге — таблице размещения ресурсов, располагающемся, как правило, в конце файла, хотя каталог может располагаться где угодно.
Каталог состоит из 16-байтовых записей, либо описывающих блоки данных, либо являющихся маркерами. Каждая запись состоит из трёх полей: 4-байтовое смещение начала блока относительно начала файла, 4-байтовая длина блока (для маркера поле равно нулю) и восьмисимвольное имя (см. Стандарт 8.3) блока, дополняемое нулями до 8 байт.
.WAD-файл имеет 12-байтовый заголовок, состоящий из трёх 4-байтовых частей: сигнатура, число записей каталога и смещение начала каталога относительно начала файла.
Сигнатура обычно бывает двух типов (для игр, использующих движок Doom и производные):
- IWAD — основной файл игровых ресурсов (англ. Internal WAD — «внутренний WAD»).
- PWAD — подключаемый файл (англ. Patch WAD — «заплаточный WAD»).

Существуют также другие сигнатуры, в частности WAD2, используемый в игре Quake. Такие файлы, как правило, имеют другой (расширенный) формат каталога.
Маркеры используются для отметки группы блоков, которые игровой движок считает идущими в строго определённой последовательности. К примеру, данные уровня
начинаются маркером ExMy для DOOM и Heretic, x — номер эпизода, y — номер уровня, либо MAPxx для DOOM 2 и Hexen, xx — номер уровня. Теоретически, имя блока может быть любым, допустимым в имени файла файловой системы FAT. Затем идут блоки данных уровня в строго определённой последовательности: THINGS, LINEDEFS, SIDEDEFS, VERTEXES, SEGS, SSECTORS, NODES, SECTORS, REJECT, BLOCKMAP. В Hexen также присутствует блок BEHAVIOR, содержащий скрипты.
Когда подключаются PWAD-файлы, игровой движок помещает их каталоги в начало списка, так, что при поиске содержащиеся в них блоки будут обнаружены первыми. Таким образом, не меняя основного файла, можно заменить практически любой игровой ресурс (карты, спрайты, текстуры).

## Ограничения оригинального движка
В оригинальном движке существует проблема, связанная с использованием маркеров: все спрайты и текстуры полов и потолков должны располагаться между специальными маркерами: S_START и S_END для спрайтов и F_START и F_END для текстур полов и потолков, и-за чего требуется помещение всех блоков вместе с маркерами из IWAD-файла в PWAD-файл, что сказывается не только на удобстве использования, но и на проблемах при распространении (оригинальная игровая графика, как правило, защищена авторскими правами). Для устранения этой проблемы существуют специальные программы, создающие нужные PWAD-файлы уже у конечного пользователя, обладающего необходимым IWAD-файлом. В современных портах эти ограничения устранены.

## Дальнейшее развитие
В более поздних играх от id Software, начиная с Quake, была разработана другая технология хранения игровых ресурсов, основанная на совместном использовании файловой системы операционной системы и полноценных архивных файлов, содержащих срез файловой системы. При поиске ресурса файл сначала ищется в файловой системе в определённых каталогах; если он не находится, то начинается просмотр списка архивов. Таким образом, модификация игрового ресурса становится максимально простой: нужно просто положить нужный файл в нужное место на диске. А архивы позволяют не засорять папки файловой системы множеством мелких файлов. Quake также использует и .WAD-файлы: текстуры хранятся в файле gfx.wad, который, в свою очередь, упакован в архив pak0.pak.
Данная технология используется и поныне во многих современных играх, не только от id Software. Так, например, файлы .WAD "перекочевали" в такие игры как Quake или Counter-Strike.